# 兵庫県立御影高等学校
兵庫県立御影高等学校（ひょうごけんりつ みかげこうとうがっこう）は、兵庫県神戸市東灘区御影石町に所在する県立高等学校。

## 概要
1941年に兵庫県立第三神戸高等女学校として開校した。全日制課程で普通科が設置され、平成19年度に総合人文コースが創設された。校訓である「清く、明るく、正しく、強く」の生き方を方針として、知・徳・体の調和のとれた知性的で情操豊かな心身とともに逞しい人間の育成に努める。

## 沿革
- 1941年（昭和16年）2月6日 - 前身である兵庫県立第三神戸高等女学校が北長狭国民学校内に開校。
- 1945年（昭和20年）5月27日 - 第1回卒業生により同窓会「清明会」結成。
- 1948年（昭和23年）
  - 4月1日 - 学制改革により兵庫県立御影高等学校と校名変更。
  - 6月1日 - 現在地に校地校舎を復興移転。
- 1949年（昭和24年）4月1日 - 兵庫県立住吉高等学校（旧住吉村立住吉高等女学校）を併合。
- 1952年（昭和27年）4月1日 - 定時制課程併設。
- 1963年（昭和38年）8月3日 - 六甲山山の家「清明荘」竣工。
- 1964年（昭和39年）4月18日 - 育友会（後のPTA）旧会員による「松影会」発足。
- 1981年（昭和56年）3月31日 - 定時制課程廃止。
- 1984年（昭和59年）6月1日 - 山の家「清明荘」売却、同窓会館建設へ。
- 1991年（平成3年）10月10日 - 同窓会「清明会館」竣工。
- 1995年（平成7年）1月17日 - 兵庫県南部地震により近隣住民約1,700人が本校に避難。
- 1997年（平成9年）3月31日 - 校舎新築・復興工事竣工。
- 1998年（平成10年）1月30日 - 運動場復旧工事竣工。
- 2007年（平成18年）3月15日 - 体育館耐震工事竣工

## 基礎データ

### アクセス
- 阪急神戸本線御影駅 徒歩10分
- 阪神本線御影駅 徒歩7分、石屋川駅 徒歩5分、
- JR東海道本線住吉駅 徒歩15分

### 象徴
校訓
「清く 明るく 正しく 強く」。校訓より同窓会が「清明会」と命名された。女学校から共学になる際、校訓に「強く」が追加された
校風
「御影の松は人工を加えずといえども、立姿は自ずから美麗にして品位もまた備われり、本校の校風またかくの如し」（原文は漢文）
校章
校章は、武庫郡御影町（当時）の町章と「高」の字を組み合わせたもの。創立にあたり御影町から多大な寄付を受けたことから、松葉をデザインした町章を採り入れた。松は御影の地のシンボルであり、古来、歌に詠まれている。「世にあらばまた帰り来む 津の国の御影の松よ 面がはりすな」（続古今集第十九雑歌下・藤原基俊家集下）。現在、正門入ってすぐの場所に松が植えられている。
校歌
1953年（昭和28年）制定。作詞・富田砕花、作曲・信時潔。変ロ長調。

## 学校行事
- 4月 入学式、課題考査、夢野台高等学校との定期戦
- 5月 中間考査
- 6月 文化祭、生徒総会
- 7月 期末考査、球技大会、夏季補習（前期）
- 8月 夏季休業、夏季補習（後期）
- 9月 課題考査、公開授業、体育祭
- 10月 中間考査、遠足（年度によって11月の場合もある）
- 11月 オープンハイスクール、文化鑑賞会
- 12月 期末考査、冬季休業
- 1月 課題考査、2年修学旅行（北海道スキー研修）
- 2月 身体を鍛える週間、耐寒登山、総合人文コース推薦入試
- 3月 卒業式、学年末考査、球技大会、高校入試、春季休業

## 特色
- 男女の比率は例年ほぼ1:1である。
- 周辺の大学との高大連携行事が総合学習などで積極的に行われている。
- 六甲山のキノコを題材とした総合学習や環境科学部の活動に対する評価が高く、周辺施設や博物館において展示会が実施されている。

## 校舎
1995年（平成7年）1月17日の阪神・淡路大震災で一部校舎は半壊した後、新築され現在に至る。建築当初から特別棟にエレベーターを設置する計画があり、そのスペースが確保されていた。第1体育館は築40年を迎え、2007年度に耐震工事を兼ねて改築された。空調設備は職員室、会議室、図書室、自習室、コンピュータルームにのみ設置されていたが、校舎の耐震補強工事により、ホームルーム教室には業務用エアコンが備え付けられている。

## 部活動
兵庫県立夢野台高等学校と毎年、運動部の定期戦が行われている。同校の前身は兵庫県立第二神戸高等女学校、略称「県二」で、御影は「県三」が前身という関係である（当時同様に「県一」「県四」が存在したがいずれも男子校に合併している）。2009年度には山岳部女子がインターハイへの出場。また囲碁将棋部は2010年に全国大会に出場した。
- 運動部 - 野球、サッカー、ラグビー、バレーボール、テニス、ソフトテニス、バスケット、柔道、剣道、卓球、山岳、水泳、陸上競技、バドミントン
- 文化部 - 吹奏楽、弦楽、美術、演劇、箏曲、茶道、写真、文芸、囲碁将棋、環境科学、天文地学、アニメーション、ESS、情報
- 特別委員会 - 放送、新聞、応援（チアリーディング）

## 著名な出身者
- 土井たか子（第68代衆議院議長、元日本社会党委員長、元社民党党首）
- 上月左知子（女優、元宝塚歌劇団）
- 高井達雄（「鉄腕アトム」作曲者）
- 小町恭士（元外交官、宮内庁東宮職（東宮大夫））
- あいはら友子（女優、画家）
- 睦五朗（俳優）
- 新谷琇紀（彫刻家）
- 矢田立郎（元神戸市長）
- 安達和彦（神戸市会議員、第101代神戸市会議長）
- 紫苑ゆう（元宝塚歌劇団・星組、現宝塚音楽学校講師）
- 和田昌裕（元サッカー選手・サッカー指導者）
- 高井美紀（元毎日放送アナウンサー）
- 山路忠生（NHKアナウンサー）
- マギー（俳優、脚本家、演出家）
- 道谷卓（法学者、郷土史研究者）
- MEME（ラジオDJ）
- BORO（シンガーソングライター、作詞、作曲家）
- 瀬口侑希（演歌歌手）
- 植松奎二（彫刻家）
- 石井壮二郎（元サッカー選手）
- 柳下圭佑（テレビ朝日アナウンサー）
- 白旗慎吾（数学者、大阪大学名誉教授）
- 浜本宏（大学教授、元衆議院議員）
- 金相煥（芦屋学園フットボールクラブ代表、芦屋大学准教授、元ガンバ大阪）